# Saint-Hippolyte (Puy-de-Dôme)
Pour les articles homonymes, voir Saint-Hippolyte.
Saint-Hippolyte est une ancienne commune française située dans le département du Puy-de-Dôme et la région Auvergne-Rhône-Alpes. Elle est rattachée à la commune de Châtel-Guyon depuis 1973.

## Histoire
Le 1er janvier 1973, la commune de Saint-Hippolyte est rattachée à celle de Châtel-Guyon sous le régime de la fusion-association ; le 1er juillet 2007, le rattachement de Saint-Hippolyte à Châtel-Guyon est transformé en fusion simple.

## Administration
| Période                                  | Période | Identité     | Étiquette | Qualité |
| ---------------------------------------- | ------- | ------------ | --------- | ------- |
| ?                                        | 2007    | Ramon Garcia | DVD       |         |
| Les données manquantes sont à compléter. |         |              |           |         |

| Période                                  | Période | Identité | Étiquette | Qualité |
| ---------------------------------------- | ------- | -------- | --------- | ------- |
|                                          |         |          |           |         |
| Les données manquantes sont à compléter. |         |          |           |         |

## Démographie
| 1793  | 1800 | 1806 | 1821  | 1831  | 1836  | 1841  | 1846  | 1851  |
| ----- | ---- | ---- | ----- | ----- | ----- | ----- | ----- | ----- |
| 1 398 | 920  | 986  | 1 044 | 1 107 | 1 770 | 1 157 | 1 122 | 1 096 |

| 1856  | 1861  | 1866  | 1872  | 1876 | 1881 | 1886 | 1891 | 1901 |
| ----- | ----- | ----- | ----- | ---- | ---- | ---- | ---- | ---- |
| 1 091 | 1 115 | 1 084 | 1 062 | 524  | 542  | 540  | 514  | 512  |

| 1911 | 1921 | 1926 | 1931 | 1936 | 1946 | 1954 | 1962 | 1968 |
| ---- | ---- | ---- | ---- | ---- | ---- | ---- | ---- | ---- |
| 504  | 388  | 360  | 390  | 353  | 450  | 521  | 543  | 670  |

## Lieux et monuments
- Église Saint-Hippolyte